# سیتسبوتل
سیتسبوتل (به آلمانی: Siezbüttel) یک منطقهٔ مسکونی در آلمان است که در شنفلد واقع شده‌است. سیتسبوتل ۶۰ نفر جمعیت دارد.